# Prosomatifera
Ordre
Les Prosomatifera sont un ordre fossile de chitinozoaires, un groupe aujourd'hui disparu de microfossiles marins à paroi organique (palynomorphes) d'affinité biologique incertaine.
Les espèces sont trouvées dans des terrains datant de l'Ordovicien au Dévonien.

## Liste des familles
- † Conochitinidae, Eisenack, 1931
- † Lagenochitindae, Eisenack, 1931

## Publication originale
- (de) A. Eisenack, « Chitinozoen und andere Mikrofossilien aus des Bohrung Leba, Pommers », Palaeontographica A, vol. 139, nos 1-3,‎ 1972, p. 64-87.